# Julia Stiles
Julia O'Hara Stiles (Nova York, 28 de març de 1981) és una actriu i model estatunidenca.

## Biografia
Els seus pares tenen una tenda d'artesania situada al SoHo. Té ascendència anglesa, irlandesa i italiana. el seu debut cinematogràfic va ser l'any 1996 amb la pel·lícula I Love you, I Love you not; el 1999 va aconseguir el seu primer paper important a la pel·lícula Ten Things I Hate About You. Amb la sèrie televisiva The 60's va guanyar-se una certa popularitat als Estats Units, fet que la va portar a actuar en pel·lícules com El somriure de la Mona Lisa, junt a la consagrada Julia Roberts, o a la trilogia Bourne, com a Nicky Parsons, protagonitzada per l'actor Matt Damon.
La actriu va destacar pel seu paper a la sèrie de televisió Dexter, interpretant a Lumen Pierce. Va fer el seu debut com a directora i guionista amb el curt Raving de la revista Elle i estava protagonitzada per Zooey Deschanel. Es va estrenar al Festival de Cinema Tribeca de 2007.

## Filmografia
- I Love You, I Love You Not (1996) de Billy Hopkins.
- L'ombra del diable (1997) de Alan J. Pakula.
- Before Women Had Wings (1997) de Lloyd Kramer.
- Wide Awake (1998) de M. Night Shyamalan.
- Wicked (1998) de Michael Steinberg.
- Ten Things I Hate About You (1999) de Gil Junger.
- State and Main (2000) de David Mamet.
- Down to You (2000) de Kris Isacsson.
- Save the Last Dance (2001) de Thomas Carter.
- The Business of Strangers (2001) de Patrick Stettner.
- Hamlet (2000) de Michael Almereyda.
- O (2001) de Tim Blake Nelson.
- The Bourne Identity (2002) de Doug Liman.
- A Guy Thing (2003) de Chris Koch.
- Carolina (2003) de Marleen Gorris.
- El somriure de la Mona Lisa (2003) de Mike Newell.
- El príncep i jo (2004) de Martha Coolidge.
- The Bourne Supremacy (2004) de Paul Greengrass.
- Edmond (2005) de Stuart Gordon.
- Veritats ocultes (A Little Trip to Heaven) (2005) de Baltasar Kormákur.
- The Omen: 666 (2006) de John Moore.
- L'ultimàtum de Bourne (2007) de Paul Greengrass.
- Gospel Hill (2008) de Giancarlo Esposito.
- Cry of the Owl (2009) de Jamie Thraves.
- Dexter (2010) de Michael Cuesta, Tony Goldwyn, Keith Gordon, Steve Shill, Marcos Siega y Robert Lieberman
- La part positiva de les coses (2012) de David O. Russell
- Close circuit (2013) de John Crowley
- The Makeover (2013) de John Gray
- Out of the dark (2015) de Lluis Quílez
- Jason Bourne (2016) de Paul Greengrass
- The Drowning (2017) de Bette Gordon
- Hustlers (2019) de Lorene Scafaria